# Myiodactylus pubescens
Myiodactylus pubescens is een insect uit de familie van de Nymphidae, die tot de orde netvleugeligen (Neuroptera) behoort. 
Myiodactylus pubescens is voor het eerst wetenschappelijk beschreven door Banks in 1910.